# Hertog Jan Lentebock
Hertog Jan Lentebock is een Nederlands bier van hoge gisting.
Het bier wordt gebrouwen in de Dommelsch Brouwerij, te Dommelen. 
Het is een goudgeel bier, type lentebok, met een alcoholpercentage van 7,2%. Dit bier werd vroeger onder de naam Hertog Jan Meibock uitgebracht.